# 李宏塔
李宏塔（1949年5月8日—），汉族，河北乐亭人，中华人民共和国政治人物、第十一届全国政协委员。李大钊之孙，李葆华之子。
1978年4月加入中国共产党，担任安徽省政协副主席。2008年，当选第十一届全国政协委员，代表社会福利和社会保障界，分入第四十八组。
2021年6月29日，获颁七一勋章。